# Râul Dăișoara
Râul Dăișoara este un afluent al râului Olt. 

## Hărți
- Harta Județului Brașov